# Franciszek Gąsior
Franciszek Gąsior (ur. 21 kwietnia 1947 w Tarnowie, zm. 26 sierpnia 2021 tamże) – polski piłkarz ręczny i trener, olimpijczyk.

## Życiorys
Urodził się 21 kwietnia 1947 w Tarnowie jako dziecko Franciszka oraz Michaliny de domo Opioła. W 1968 ukończył Technikum Mechaniczne w Tarnowie, a dwa lata później Studium Nauczycielskie w Tarnowie, gdzie uzyskał uprawnienia do nauczania wychowania fizycznego. 
Był zawodnikiem wielopozycyjnym, grał jako skrzydłowy (lewy i prawy), obrotowy i rozgrywający. Reprezentował barwy MKS Pałac Młodzieży Tarnów (1961-1970), Stali Mielec (1970-1977), Unii Tarnów (1977-1983) oraz austriackiego Raupach Bruck an der Mur (1983-1984). Wraz z klubem MKS Pałac Młodzieży Tarnów zdobył w Nowej Hucie tytuł wicemistrza Polski młodzików (1962), wywalczył brązowy medal mistrzostw Polski juniorów we Wrocławiu (1965), a także uzyskał awans do drugiej ligi (1968). Swoje największe sukcesy odnosił w Stali Mielec, z którą zdobył Puchar Polski (1971), a także tytuł wicemistrza kraju (1975). 
Nazywany legendą mieleckiego szczypiorniaka, a także najlepszym zawodnikiem w historii tarnowskiej piłki ręcznej. W trakcie całej swojej kariery sportowej nie doznał ani jednej kontuzji. Jego trenerami byli Stanisław Majorek, Edward Strząbała oraz Stanisław Kubala. Był ceniony przez szkoleniowców z uwagi na swój uniwersalizm i niezwykle precyzyjne realizowanie założeń taktycznych.
W latach 1969–1972 wchodził w skład reprezentacji Polski w piłce ręcznej mężczyzn, w której rozegrał 36 meczów i zdobył 24 bramki. W 1972 zakwalifikował się do składu reprezentacji Polski na igrzyska olimpijskie organizowane w Monachium, podczas których wystąpił w spotkaniu z Islandią. Wraz z drużyną zajął dziesiąte miejsce. Odznaczony tytułem Mistrz Sportu (1973).
Po zakończeniu kariery sportowej pracował jako nauczyciel oraz trener w klubach MKS Pałac Młodzieży Tarnów i Unia Tarnów, był także przedsiębiorcą.
Miał 179 centymetrów wzrostu. Był żonaty z Danutą, miał troje dzieci – Iwonę (ur. w 1975) oraz bliźnięta Agatę i Macieja (ur. w 1978). Zmarł 26 sierpnia 2021 w Tarnowie. Pochowany na cmentarzu komunalnym w Mościcach w Tarnowie.